# Линдоя
Линдоя (порт. Lindóia)  —  муниципалитет в Бразилии, входит в штат Сан-Паулу. Составная часть мезорегиона Кампинас. Входит в экономико-статистический  микрорегион Ампару. Население составляет 6300 человек на 2006 год. Занимает площадь 48,600 км². Плотность населения — 129,6 чел./км².

## История
Город основан в 1964 году.

## Статистика
- Валовой внутренний продукт на 2003 составляет 39.059.466,00 реалов (данные: Бразильский институт географии и статистики).
- Валовой внутренний продукт на душу населения на 2003 составляет 6.715,86 реалов (данные: Бразильский институт географии и статистики).
- Индекс развития человеческого потенциала на 2000 составляет 0,820 (данные: Программа развития ООН).